# 恩沃伊岩
恩沃伊岩（英語：Envoy Rock），是南極洲的岩石，位於阿德萊德島南端，是迪翁群島的北部界線，由英國皇家海軍繪入地圖，現時由南極條約體系管理。